# Ілінка
Марія Ілінка Бечіле більш відома як Ілінка (рум. Maria Ilinca Băcilă; нар. 17 серпня 1998) — румунська співачка. Разом з Алексом Флоря представляла Румунії на «Євробаченні 2017» з піснею «Yodel It!», де за підсумками голосування посіла	7 місце. Вона також брала участь у декількох румунських співочих телешоу.

## Дискографія

### Сингли
| Назва                         | Рік  | Альбом           |
| ----------------------------- | ---- | ---------------- |
| «Yodel It!» (з Алексом Флоря) | 2017 | Non-album single |